# Albert Cornelis Vreede

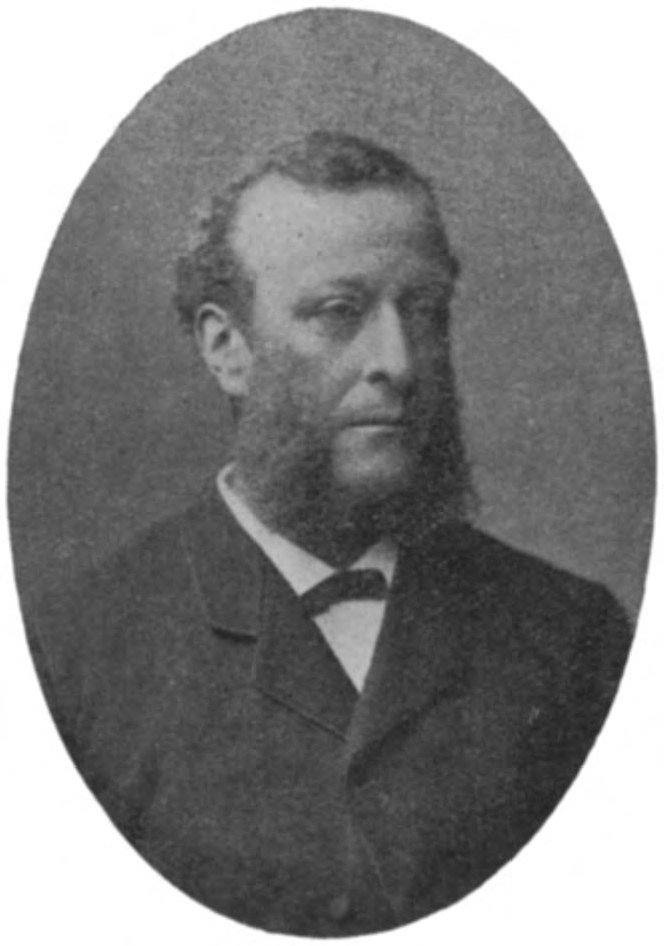
Albert Cornelis Vreede

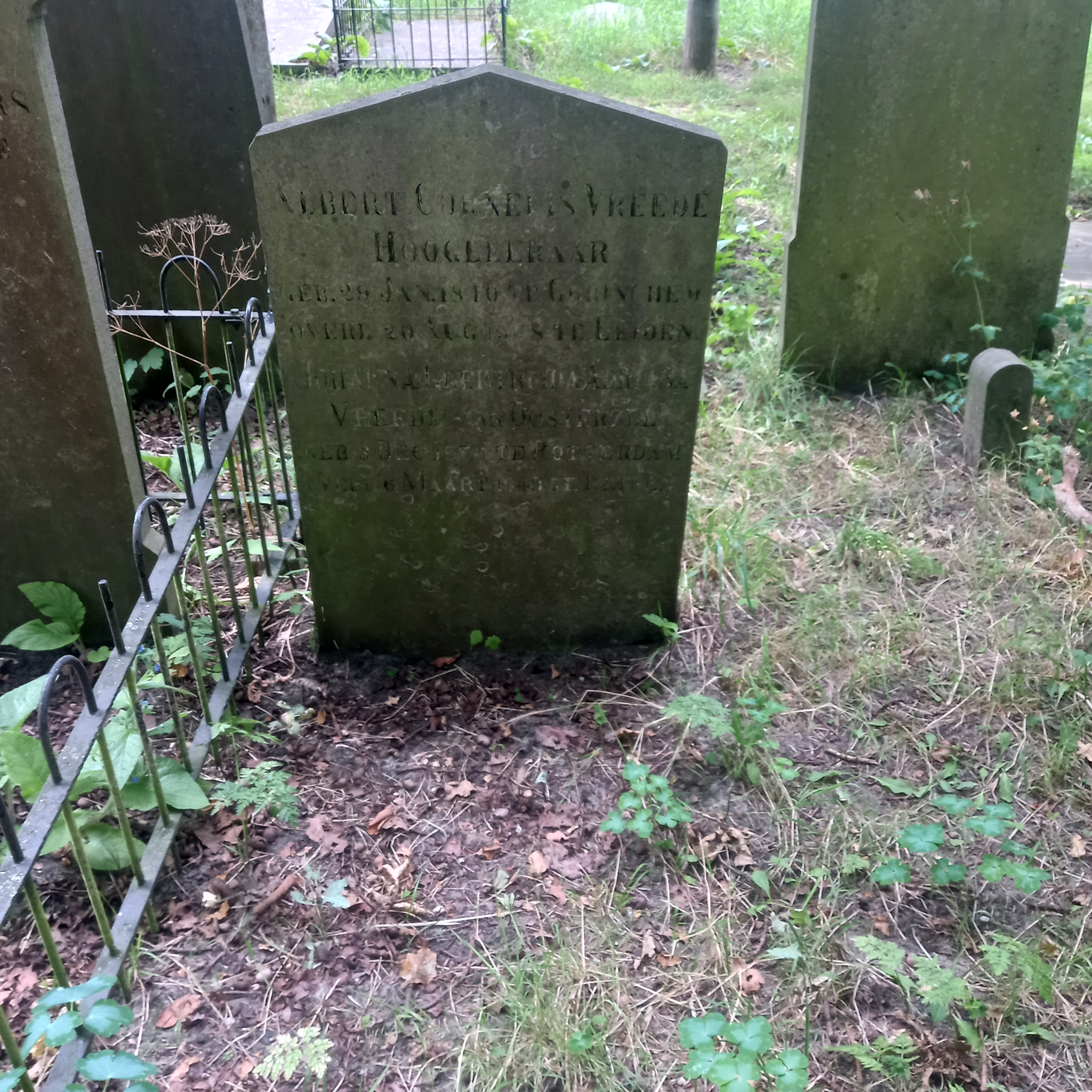
Das Grab von Albert Cornelis Vreede und seiner Ehefrau Johanna Geertruida Adriana van Oosterzee auf dem Friedhof Groenesteeg in Leiden

Albert Cornelis Vreede (* 29. Januar 1840 in Gorinchem; † 20. August 1908 in Leiden) war ein niederländischer Indologe.

## Leben
Albert Cornelis war der Sohn des Anwalts und späteren Utrechter Rechtsprofessors George Willem Vreede (1809–1880) und dessen Frau Anna Catharina Hoff (* 11. November 1815 in Leeuwarden; † 29. April 1877 in Utrecht). Er hatte in Utrecht die Hieronymusschule, das Gymnasium und ab dem 24. August 1857 die Universität besucht. Anfänglich wollte er die Rechte studieren, wozu er zunächst ein Literaturstudium absolvierte. Seine prägendsten Lehrer wurden Simon Karsten (1802–1864), Jacques Adolphe Charles Rovers (1803–1874), Pieter Harting (1812–1885), Friedrich Anton Wilhelm Miquel und Gerardus Johannes Mulder. 1859 absolvierte er sein Kandidatenexamen der literarischen Wissenschaften und verlegte sich auf Studien der Chemie und die Zuckerkultur. Daraufhin begab er sich von 1861 bis 1868 nach Niederländisch-Indien.
In die Niederlande zurückgekehrt legte er 1870 in Delft sein Amtsexamen für Niederländisch-Indien ab und wurde nachfolgend als Privatdozent sowie als Assistent am Institut für Beamte in Niederländisch-Indien in Leiden tätig. Am 11. September 1877 wurde Vreede zum Professor für Javanische Sprache und Literatur an die Universität Leiden berufen, welches Amt er am 11. Oktober 1877 mit der Einführungsrede De beoefening der Javaansche taal an de rijksinstellingen van Indisch onderwijs als grondslag voor de studie dier taal aan de rijksuniversiteit antrat. Am 11. Juni 1892 verlieh ihm der Senat der Universität Leiden die Ehrendoktorwürde der Sprach-, Landes- und Völkerkunde des Indischen Archipels. Zudem beteiligte er sich 1896/97 als Rektor der Alma Mater auch an den organisatorischen Aufgaben der Hochschule, wobei er bei der Niederlegung des Amtes die Rektoratsrede De oorspronklijke en figuurlijke beteekenissen der Javaansche woorden hielt. Vreede wurde Mitglied der Gesellschaft für niederländische Literatur in Leiden, 1896 Ritter des Nordstern-Ordens von Schweden und 1903 Ritter des Ordens vom Niederländischen Löwen.

## Familie
Vreede war zwei Mal verheiratet. Seine erste Ehe schloss er am 4. April 1872 in Leiden mit Cornelia Boot (* 13. Juni 1851 in Amsterdam; † 14. März 1878 in Leiden), die Tochter des Cornelis Hendrik Boudewijn Boot (1813–1892) und Wilhelmina Cramer (* 28. Oktober 1816 in Amsterdam; † 1. November 1901 in Den Haag). Seine zweite Ehe ging er am 6. Juli 1882 in Rotterdam mit Johanna Geertruida Adriana van Oosterzee (* 3. Dezember 1856 in Rotterdam; † 6. März 1943 in Leiden), die Tochter des Mattheus Henrik Cornelis van Oosterzee (* 1824; † 10. Januar 1897 in Rotterdam) und Anna Maria Cornelia Schadee (* 27. März 1820 in Rotterdam; † 25. Dezember 1863 ebenda). Aus den Ehen stammen die Kinder:
- Georg Willem Vreede (* 21. Januar 1873 in Leiden; † 20. September 1944 in Oosterbeek) verh. 2. Mai 1894 mit Maria Johanna Margaretha Mathijsen (* 1. Mai 1894 in Buitenzorg), Tochter des Pieter Hendrik Mathijsen und der Maria Jacoba Feith.
- Albert Cornelis Vreede (* 21. August 1875 in Leiden; † 23. Mai 1900 in Leiden)
- Mattheus Henricus Cornelis Vreede (* 30. Mai 1883 in Leiden) verh. I. Ehe 1908 Johanna Henrietta Everts (* 29. August 1888 in; † 3. August 1971 in Zeist), die Tochter des Prof. Dr. Stephanus Gerhard Everts (1852–1928) und der Margaretha Catharina Keijser (1848–1920); verh. II Ehe am 21. Mai 1918 in Haarlem (gesch. 26. Oktober 1933), mit der Kunstmalerin Johanna Helena Mulder (* 24. August 1897 in Haarlem; † 20. Juli 1970 in Den Haag).

## Werke (Auswahl)
- Handleiding tot de beoefening der Madoereesche taal. Leiden 1874, 2. Bde.
- Aanhangsel met bijvoegsels en verbeteringen behoorende bij het eerste en tweede stuk van de handleiding tot de beoefening der Madoereesche taal. Leiden 1877; 2. Aufl., Leiden 1882–90, 4. Bde.
- Tjarita Brakaj, Madoereesche Dongeng met Madoereesch-Javaansch-Nederlandsche woordenlijst en aanteekeningen. Leiden 1878
- Beknopte Javaansche Grammatica benevens een leesboek tot oefening in de Javaansche taal door T. Roorda. Zwolle 1874, 1882, 1892, 1906
- Javaansche samenspraken door C.F. Winter uitgegeven door T. Roorda. 3. Aufl. Leiden 1882, 4. Aufl. Leiden 1903
- Javaansch-Nederduitsch Handwoordenboek, nieuwe bewerking van het woordenboek van wijlen J.F.C. Gericke door T. Roorda. 2. Aufl. Amsterdam 1875; 3. Aufl. Leiden 1886; 4. Aufl., Leiden 1901, 2. Bde.
- Javaansch Brievenboek naar handschriften uitgegeven door T. Roorda. 2. Aufl.  Leiden 1875, 3. Aufl. Leiden 1904;
- Catalogus der Jav. en Mad. Handschriften van der Leidsche Bibliotheek. Leiden 1882
- Kantteekeningen op de woordenlijst van Kern’s Fidjitaal. 1887